# Ennemis publics (film, 1936)
Pour les articles homonymes, voir Ennemi public.
Pour plus de détails, voir Fiche technique et Distribution.
Ennemis publics (Great Guy) est un film noir américain de 1936 réalisé par John G. Blystone avec James Cagney et Douglas Wood.

## Synopsis
Après que l'adjoint en chef du Département des poids et mesures a failli être tué dans un accident de voiture provoqué par le politicien corrompu Marty Cavanaugh, il enrôle l’ex-boxeur Johnny Cave pour reprendre son poste. Johnny apprend de Joe Green, l’adjoint en chef, qu’il y a des hommes qui sont plus haut placés dans l’organisation que Marty. En tant que nouveau chef, Johnny réitère à son équipe l’importance de leur département et les avertit que la corruption est un danger permanent.
Johnny se rend ensuite sur le terrain avec son partenaire naïf, Patrick James « Aloysius » Haley, enquêtant sur des marchands accusés d'utiliser des mesures erronées et de tromper le public. Il finit par imposer une amende à un marché pour l’ajout de poids de plomb aux poulets à ragoût et à une amende d’une station-service pour avoir régulièrement abusé de ses clients. Dans chaque cas, les marchands tentent de soudoyer Johnny en échange d’ignorer leurs pratiques frauduleuses mais il refuse catégoriquement. Pendant ce temps, la fiancée de Johnny, Janet Henry, lui reproche d’être constamment obstiné dans sa poursuite infatigable de la lutte contre la corruption.
Plus tard, Cavanaugh offre à Johnny un travail confortable avec son organisation en échange de fermer les yeux sur son racket à l'échelle de la ville. Après avoir refusé, Johnny est accusé à la fois de conduite en état d’ébriété et de vol, mais est ensuite exonéré par un Cavanaugh désagréable, ce qui implique qu’il peut le faire ou le défaire. Par la suite, le maire, un homme de paille, propose à Johnny un travail bien rémunéré mais une fois de plus il refuse. Lorsque Johnny apprend que le patron de Janet, Abel Canning, a escroqué un orphelinat local en leur envoyant des demi-livraisons de nourriture mais en leur facturant le prix fort, il déclare qu’il va l’exposer pour le criminel qu’il est. Une fois qu’il se rend compte que Canning est en alliance avec le maire et Cavanaugh, Johnny publie l’histoire de l’orphelinat dans les journaux, ce qui met sa fiancée en colère et la conduit finalement à rompre leurs fiançailles.
Alors que Johnny se prépare pour l'affaire contre Canning, Cavanaugh engage un voyou, l’ancien lutteur Joe Burton, pour l’attaquer et lui voler les preuves. Cependant, au lieu de remettre les preuves à Canning, Burton décide de le faire chanter pour 5 000 $. Lors d’un d’un grand cocktail, Canning donne à Burton un chèque de 5 000 $ en échange d’une clé de son appartement où les preuves sont cachées. Après que Johnny ait remarqué Canning à la fête avec une clé squelette, il aperçoit Burton sortant d’une pièce latérale. Johnny se dirige vers lui et le frappe au visage, puis retire ce qu’il pense être la preuve volée de la poche de sa veste, mais découvre à la place un chèque rédigé par Canning. Il se rend alors compte que Canning est en route pour récupérer les preuves dans l’appartement de Burton.
Pendant ce temps, à l'appartement, Canning et Cavanaugh localisent les preuves cachées derrière du papier peint dans un placard. Ils sont sur le point de brûler les preuves lorsque Johnny arrive juste à temps. La police arrive ensuite sur place grâce à un tuyau de Janet et arrête les deux hommes. Plus tard, avec le retour des fiançailles de Johnny et Janet, il lui présente une bague qu’il a obtenue sur le « plan de versement », même s’il sait que c’est un racket.

## Fiche technique
- Titres français : Ennemis publics (France), Un homme à poigne (Belgique)
- Réalisation : John G. Blystone
- Scénario : Henry Ruskin et Henry McCarty
- Photographie : Russell F. Schoengarth
- Musique et orchestrations : Marlin Skiles
- Montage : Jack MacKenzie
- Production : Douglas MacLean
- Société de production : Zion Meyers Productions
- Société de distribution : Grand National Pictures, Cine France (France), Les Films Erka (Belgique)
- Pays : États-Unis
- Langue : Anglais
- Genre : Film noir, film criminel
- Durée : 66 min
- Dates de sortie : 
  -  États-Unis : décembre 1936
  -  France : 22 juin 1938

## Distribution

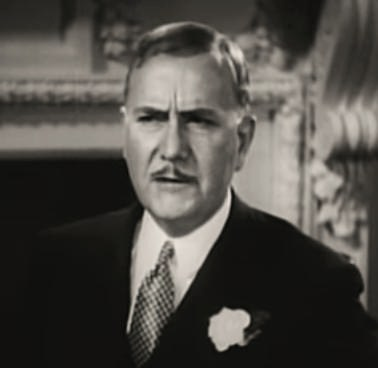
Douglas Wood dans Ennemis publics

- James Cagney : Johnny Cave
- Mae Clarke : Janet Henry
- James Burke : Pat Haley
- Edward Brophy : Pete Reilly
- Henry Kolker : Abel Canning
- Bernadene Hayes : Hazel
- Edward McNamara (en) : Capitaine Hanlon
- Robert Gleckler (en) : Marty Cavanaugh
- Joe Sawyer : Burton
- Edward Gargan : Al
- Matty Fain : Tim
- Mary Gordon : Mme Ogilvie
- Wallis Clark : Joel Green
- Douglas Wood : le maire